# Mfumte (peuple)
Pour les articles homonymes, voir Mfumte et Wuli.
Les Mfumte sont une population d'Afrique centrale vivant sur les hauts plateaux du Grassland au nord-ouest du Cameroun. 

## Ethnonymie

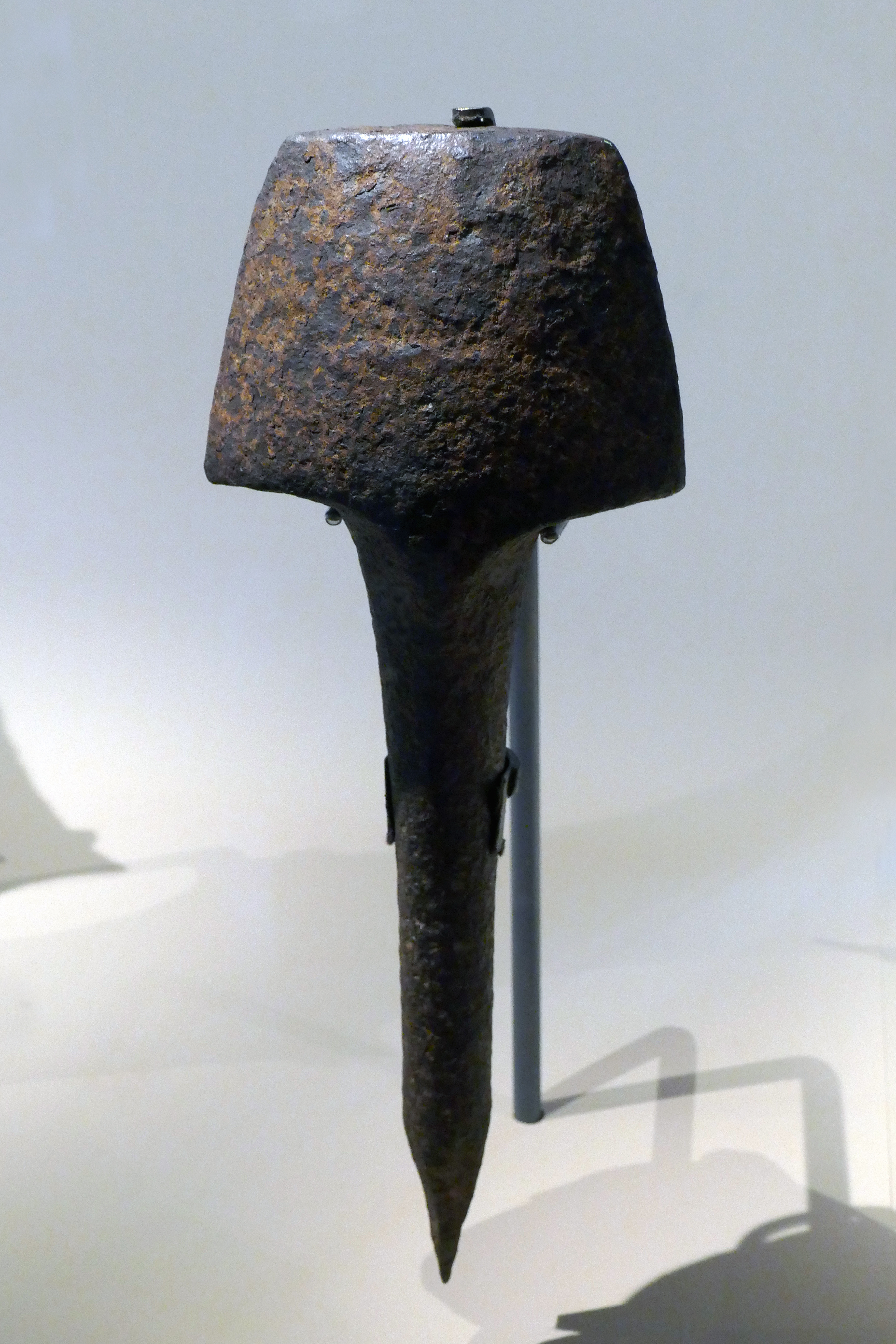
Marteau en fer (mala).

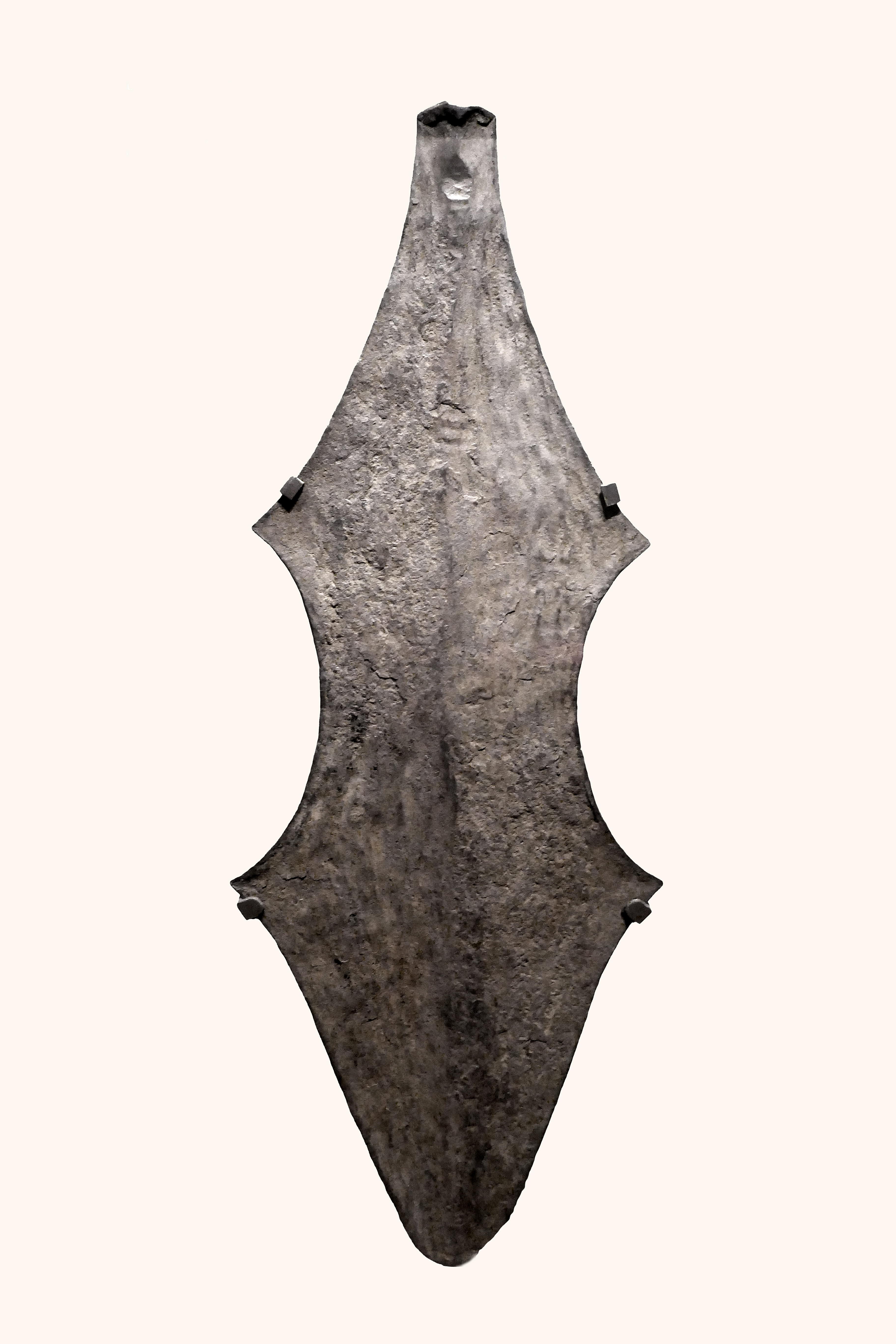
Monnaie de fer en forme de lame de houe (chu'npo).

Selon les sources et le contexte, on observe plusieurs variantes : Bakaka, Kaka-Mfumte, Lus-Mfumte, Mbem, Mfumtes, Mfumte-Wuli, Mfunte, Nfunte, Wuli.

## Langues
Ils parlent le mfumte, l'une des langues des Grassfields, dont le nombre de locuteurs était estimé à 24 700 en 1982.